# Cimitero militare italiano di Bligny
Il cimitero militare italiano di Bligny, situato a Bligny (Dipartimento della Marna), diciassette chilometri a ovest di Reims, è un cimitero di guerra italiano.

## Introduzione
È il più grande cimitero militare italiano della Grande Guerra in Francia. Si estende su una superficie di 3,5 ettari ed accoglie le spoglie di 3 453 soldati italiani. La maggior parte di questi sono militari del II Corpo d'armata italiano in Francia del generale Alberico Albricci che hanno combattuto durante la seconda battaglia della Marna nel luglio 1918. Vi sono anche i caduti della Legione Garibaldina del tenente colonnello Peppino Garibaldi, ai quali è dedicato uno dei monumenti. Da un lato del viale si trova il "Champ du souvenir", un lieve pendio contornato di cipressi con al centro la colonna celebrativa sulla quale campeggia la scritta Roma ai cinquemila italiani caduti combattendo per la Francia, 1914-1918. Sul lato opposto del viale si stendono le croci, disposte su un lieve pendio. Al centro della distesa, si ergono il monumento principale e la tomba del generale Ugo Bagnani, morto di polmonite in terra francese. Il cimitero è gestito dal Commissariato generale onoranze ai caduti in guerra del Ministero della Difesa italiano.
Dal 2023 è iscritto tra i Siti cimiteriali e memoriali della Prima guerra mondiale (Fronte occidentale), patrimonio dell'umanità seriale transnazionale tra Belgio e Francia.

## Galleria d'immagini

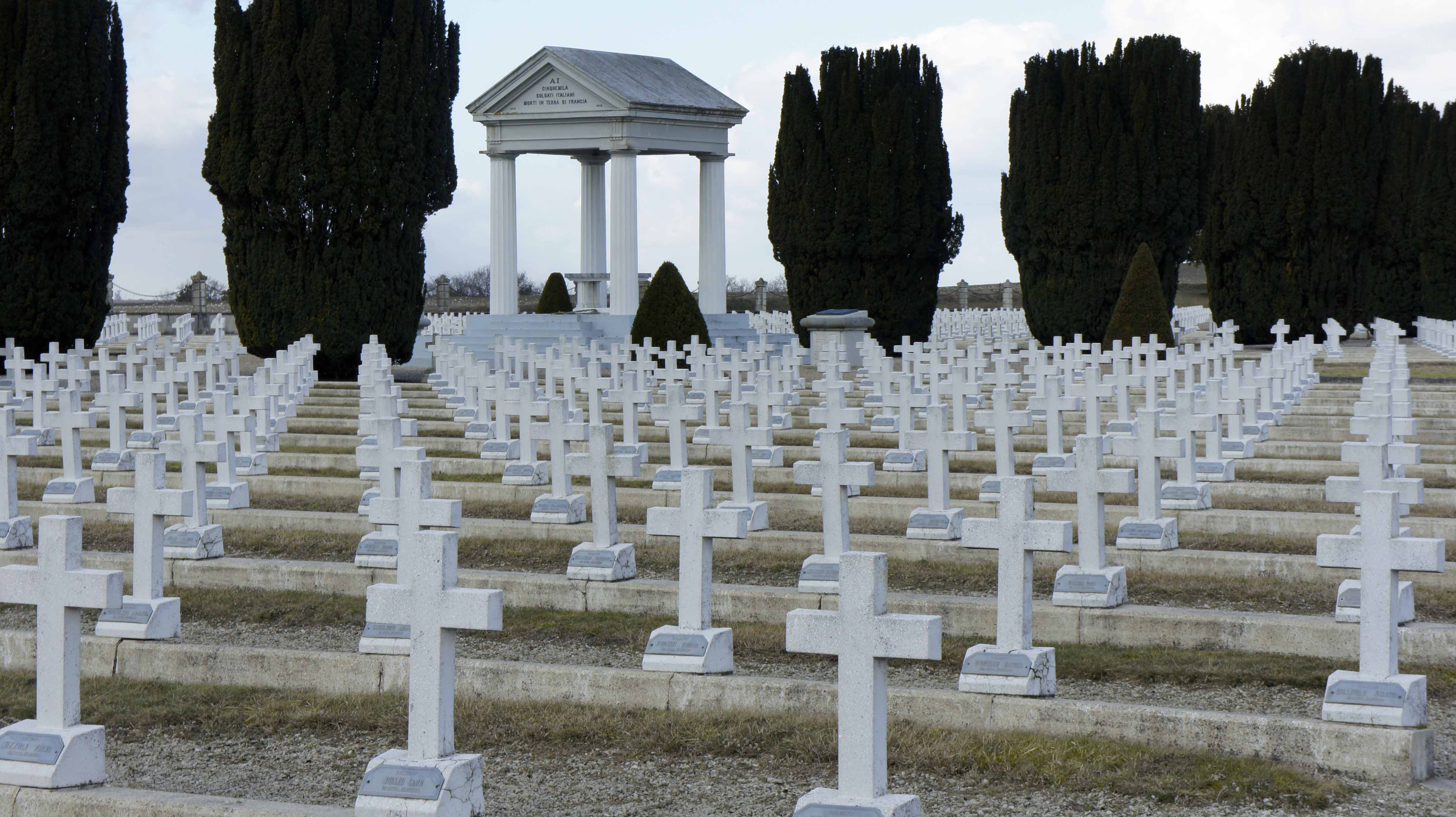
Il monumento centrale.
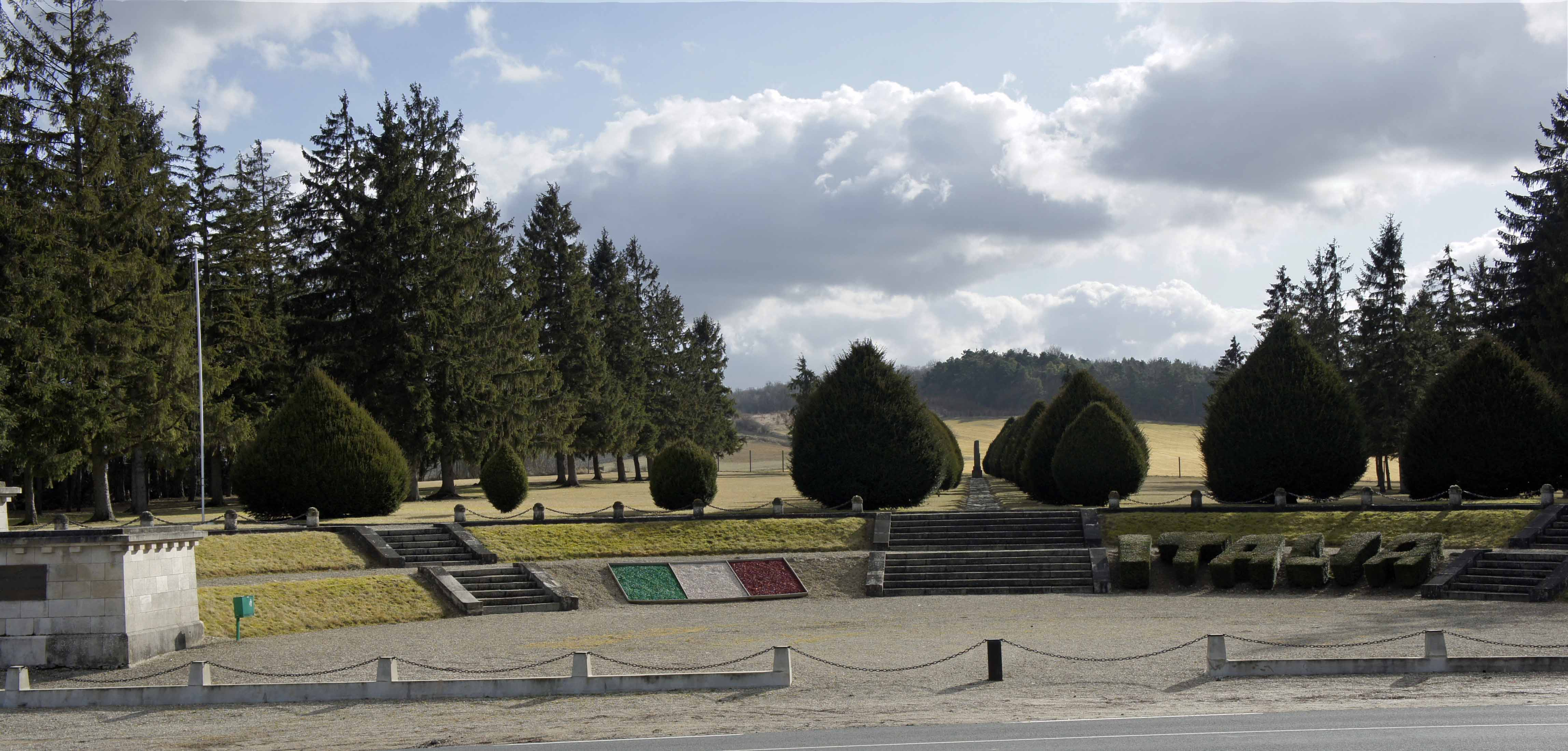
La colonna nel Champ du souvenir.
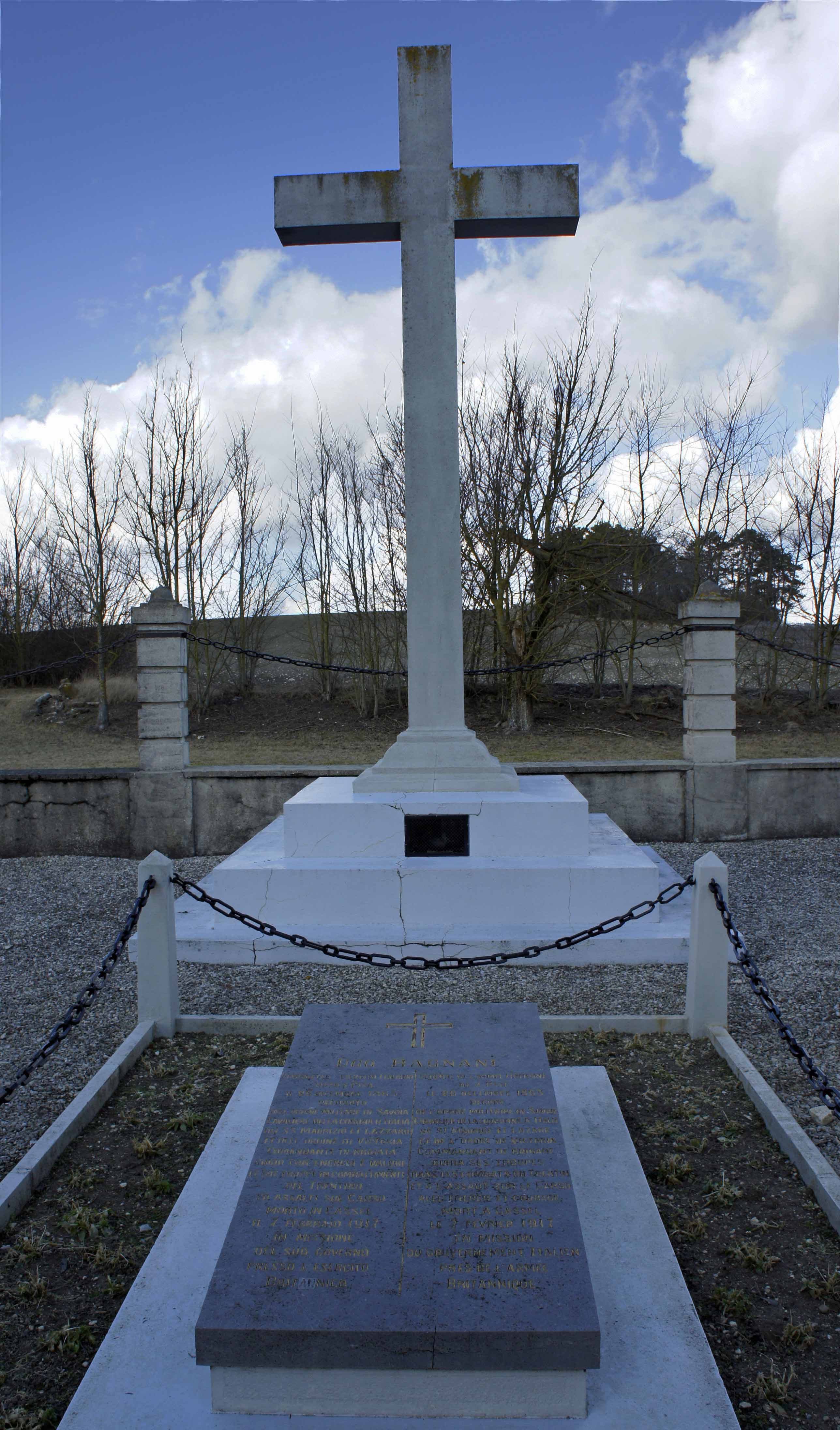
La tomba del generale Ugo Bagnani.